# Хумберт од Силва Кандиде
Хумберт од Силва Кандиде (1000 или 1015 — 5. мај 1061 ) познат као Кардинал Хумберт (лат. Humbertus), био је француски бенедиктински опат и римокатолички кардинал, најпознатији је по анатеми коју је 1054. бацио на цариградског патријарха Михаила Керуларија и тиме започео Велики раскол између римокатолика и православаца.

## Биографија
Године 1049. посјетио је папа Лав IX манастир у коме је службовао Хумберт, био је импресиониран Хумбертом. Те га је 1050. именовао надбискупом Сицилије. Тамошњи Нормани, међутим, то нису прихватили и физички су спријечили Хумберта да преузме њихову надбискупију. Папа га је умјесто тога именовао за кардинала Силва Кандиде, једне од римских приградских бискупија. На том мјесту је служио као папин секретар.
Хумберт је 16. маја 1054. године за вријеме литургије у Аја Софији објавио службени указ о анатеми патријарха Михајла. Исти дан патријарх Михаило је донио анатему против Хумберта, што је означило коначни прекид између римокатолика и православаца.
Када се вратио у Рим нови папа Стефан IX именовао је га главним библиотекаром римске Курије.